# María Paz García-Gelabert Pérez
María Paz García-Gelabert Pérez (11 de janeiro de 1941) é uma historiadora e arqueóloga espanhola, pesquisadora da História Antiga da Península Ibérica, especialista em iconografia religiosa em mosaicos romanos e outros suportes.

## Biografia
María Paz García-Gelabert Pérez é historiadora e arqueóloga, trabalhou como professora no Departamento de História Antiga e Cultura Escrita (Departament d'Història de l'Antiguitat i la Cultura Escriba) da Faculdade de Geografia e História da Universidade de Valência, de 3 de setembro de 1992 a 31 de agosto de 2012. Em 2013, lecionou um curso de História na Sala de Humanidades de Guadarrama.
Atualmente, faz parte do Grupo de Inovação em Recursos de História Antiga da Universidade de Valência.
Entre suas numerosas publicações, destaca-se uma longa colaboração com o professor José María Blázquez Martínez, com especial dedicação à iconografia em mosaicos romanos e outros períodos anteriores.
Como arqueóloga, escavou em Cástulo (Jaén), e em 1984 publicou, juntamente com o Professor Blázquez e Fernando López Pardo, um trabalho sobre a Evolução do Padrão de Povoamento em Cástulo. Posteriormente, publicou vários trabalhos neste sítio, embora também tenha trabalhado em outros locais, como a vila romana de Catarroja, Valência, ou a vila celtiberiana de Cabezuela (Zoarejas, Guadalajara).
Também colaborou com o professor José Alcina Franch, do Departamento de Antropologia e Etnologia da América, da Universidade Complutense de Madrid, na análise de materiais como os feitos no assentamento pré-hispânico de Atacames, Equador, nas escavações realizadas pela Missão Arqueológica Espanhola no Equador.
Outros aspectos discutidos foram a religiosidade e os ritos funerários dos povos celtiberos e ibéricos, bem como os elementos que são reaproveitados e sobrevivem na simbologia funerária das estelas nativas hispânicas e hispano-romanas, como na escavação da Caverna del Valle em Rasines, Cantábria, ou a sobrevivência de motivos decorativos pré-romanos em Riocastiello (Tineo, Astúrias).